# Georges-Noël Jeandrieu
Georges-Noël Jeandrieu (né à Trévoux le 4 avril 1942 et mort à Suresnes le 12 décembre 2018) est un écrivain français.

## Biographie
Après des études de théologie et de philosophie, il travaille comme éducateur en psychiatrie de l'enfant.

## Œuvres
- Le Suppléant, roman, éditions Grasset, 1976.
- Arnaud et les 26 démons de l'alphabet, roman, Seuil, 1986.
- La Société Jupiter, roman, Seuil, 1988.
- Les Successions amoureuses, roman, Le Seuil, 1990
- Le Fiancé de la fille du chômeur, roman, Fayard, 1995.
- Autoportrait en usager du métro, essai, Stock, 2002.
- Vingt-cinq ans où je me trouve, récit autobiographique, Stock, 2009.